# Viking metal
Viking metal je jedním z podžánrů metalové hudby. Jedná se vlastně o středověké pojetí metalu, které má vliv jak na texty, tak na samotnou hudbu. Hrají ho především skupiny ze Severní Evropy – Norsko, Švédsko, Finsko. Hudebníci nacházejí inspiraci v národní historii a spletitých nordických mýtech, které se v textech hojně objevují. Viking metal má proto blízko i k pohanství a folklóru. Je proto příbuzný dalším metalovým podžánrům pagan metal a folk metal, který se inspiruje historií a folklórem země, ve které vznikají.

Za první viking metalovou skupinu bývá nejčastěji označována skupina Bathory, u níž jsou ale znatelné vlivy i black metalu a thrash metalu. Za viking metalová alba lze považovat např. Blood on Ice, Nordland I a Nordland II.

## Charakteristika

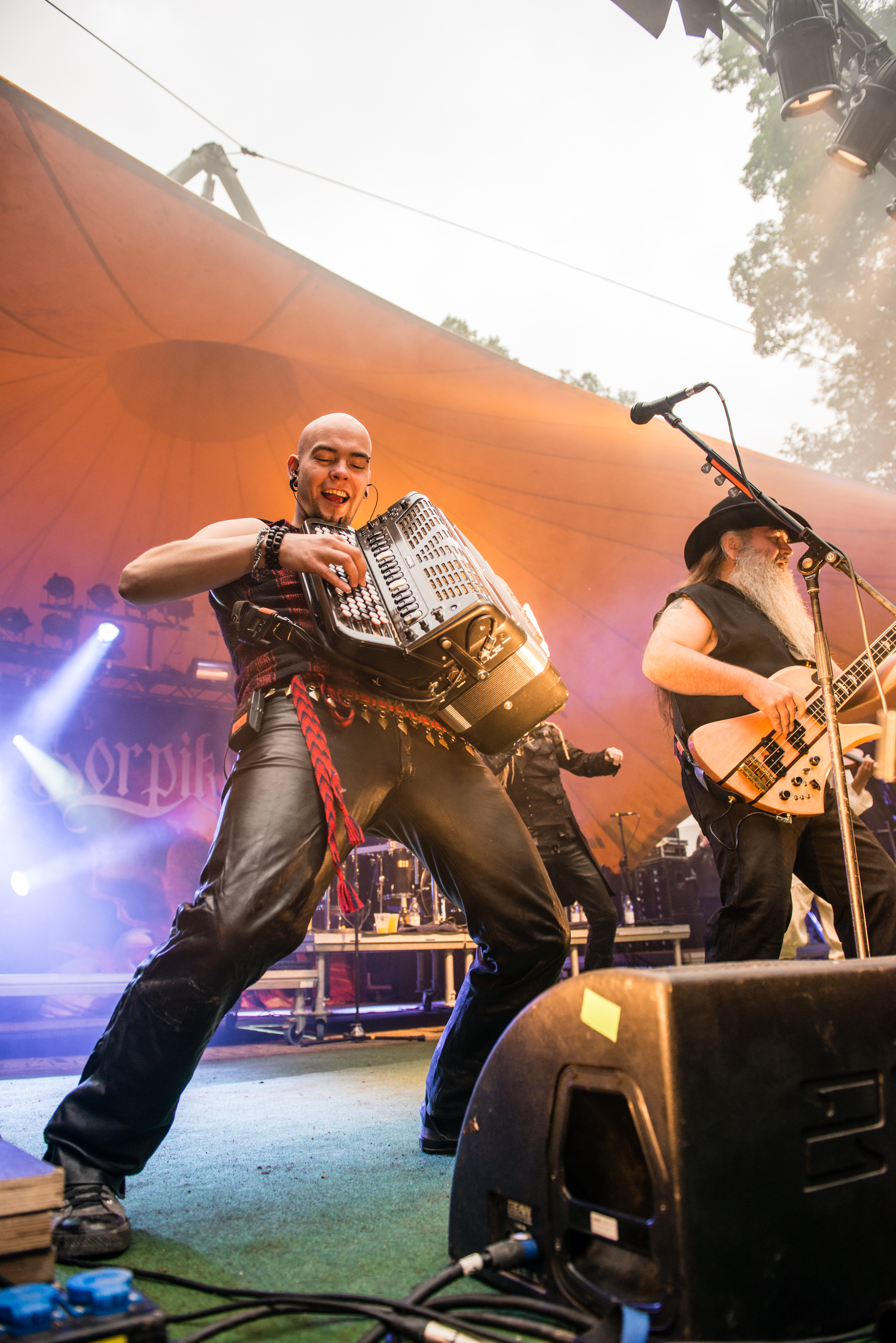
Člen finské skupiny Korpiklaani.

Hudebně často čerpá viking metal ze starých lidových skandinávských písní. Používá především jejich typický rytmus. Skladby bývají spíše epické. Kromě běžných metalových nástrojů (elektrická kytara, baskytara a bicí) využívá také kláves a různé další tradiční, ale často i poněkud kuriózní lidové hudební nástroje. Zpěv bývá spíše "čistý", ale může se využívat i metalového growlingu.

Texty jsou tematicky zasazeny do prostředí Skandinávie ve vikinském období. Zpívá se tedy o dobrodružných výpravách, námořních plavbách, bitvách či bujarých oslavách. Často se objevují bohové, postavy a místa ze severské mytologie, které slouží i jako názvy kapel.

Členové skupin se často také stylizují do postav Vikingů, ať už oděvem nebo nošením zbroje a zbraní (meč, štít, sekera). Příkladem takové stylizace může být skupina Týr.

## Známé skupiny
- Odraedir (Česko)
- Amon Amarth (Švédsko)
- Asmegin (Norsko)
- Bathory (Švédsko)
- Brothers of Metal (Švédsko)
- Einherjer (Norsko) vycházející z black metalu s texty oslavujícími severskou mytologii
- Ensiferum (Finsko)
- Falkenbach (Německo)
- Heidevolk (Nizozemsko)
- Helheim (Norsko)
- Moonsorrow (Finsko)
- Mithotyn (Švédsko)
- Týr (Faerské ostrovy)
- Turisas (Finsko)
- Finntroll (Finsko)
- Enslaved (Norsko)
- Skálmöld (Island)